# 김채화
김채화(金彩華, 1988년 11월 7일 ~ )는 대한민국의 전 피겨 스케이팅 선수다. 일본 오사카 출신의 재일한국인 3세로, 2007년 한국선수권 챔피언이다.

## 기본정보
- 일본이름: 나가세 아야카(일본어: 長瀬 彩華)
- 신장: 158cm[1]
- 코치: 하마다 미에, 야마모토 타무라
- 안무가: 탐 딕슨
- ISU 공인 기록
  - 쇼트프로그램: 46.96 (2007 4대륙 선수권 대회)
  - 프리스케이팅: 82.57 (2010 4대륙 선수권 대회)
  - 개인종합점수: 123.91 (2010 4대륙 선수권 대회)

## 경력
김채화는 어린 시절 일본의 국내 대회에 참가했지만, 2004-2005시즌부터는 대한민국 선수로 국제대회에 출전했다. 이는 김채화가 귀화하지 않은 재일 한국인이기에 가능했다.
2005-2006 시즌에는 김연아와 함께 2006 세계 주니어 선수권에 참가하여 7위를 차지했다. 이 대회에서 우승한 김연아의 성적과 김채화의 성적이 합산되어 2006년에 이어 2007년에도 대한민국의 주니어월드 출전권은 3장으로 유지되었다.
2011년 동계 아시안 게임을 마치고 뒤이어 있었던 4대륙 선수권을 마지막으로 현역 은퇴를 선언했다. 간사이 대학을 졸업한 후 코치로 전업했다.

## 프로그램
| 시즌      | 쇼트 프로그램 (Short Program)       | 프리 스케이트 (Free Skate)      | 갈라 프로그램 (Exhibition) |
| --------- | ----------------------------------- | ------------------------------- | -------------------------- |
| 2010-2011 | 바이올린과 오케스트라를 위한 환상곡 | Carmen                          |                            |
| 2009-2010 | Piano Fantasy                       | Evita OST                       | Evita OST                  |
| 2008-2009 | Piano Fantasy(윌리엄 조셉)          | 타이타닉 OST                    |                            |
| 2007-2008 | 라 쿰파르시타                       | Poeta(비센테 아미고)            | 사랑과 영혼 OST            |
| 2006-2007 | 라 쿰파르시타                       | 피아노 협주곡 3번(프로코피예프) |                            |
| 2005-2006 | 사계                                | 죽음의 무도                     |                            |
| 2004-2005 | 신데렐라+돈키호테                   | 백조의 호수                     |                            |

## 주요대회 기록
| 대회/시즌                    | 2003-2004 | 2004-2005 | 2005-2006 | 2006-2007 | 2007-2008 | 2008-2009 | 2009-2010 | 2010-2011 |
| ---------------------------- | --------- | --------- | --------- | --------- | --------- | --------- | --------- | --------- |
| 4대륙선수권                  |           | 14        | 14        | 14        | 16        |           | 13        | 16        |
| 주니어 세계선수권            |           |           | 7         | 15        |           |           |           |           |
| 한국선수권                   |           | 3         | 5         | 1         | 3         | 3         | 4         | 4         |
| 컵 오브 차이나               |           |           |           | 10        |           |           |           |           |
| NHK 트로피                   |           |           |           | 9         | 9         |           |           |           |
| 동계 아시안게임              |           |           |           |           |           |           |           | 6         |
| 동계 유니버시아드            |           |           |           |           |           | 12        |           |           |
| 주니어 그랑프리 몬트리얼     |           |           | 4         |           |           |           |           |           |
| 주니어 그랑프리 그단스크     |           |           | 5         |           |           |           |           |           |
| 일본 주니어선수권            | 20        |           |           |           |           |           |           |           |
| 주니어 그랑프리 선발전(한국) |           |           | 2         | 2         |           |           |           |           |
| 회장배 랭킹대회(한국)        |           |           |           |           |           | 6         | 3         | 4         |

## 같이 보기
- 신예지
- 최지은
- 김연아
- 신나희
- 안도 미키
- 아사다 마오